# Эдвардс, Фредерик Уоллес
Фредерик Уоллес Эдвардс (англ. Frederick Wallace Edwards; 28 ноября 1888, Питерборо — 15 ноября 1940, Летчуэрт) — английский энтомолог. Специалист по систематике двукрылых.
Член Лондонского королевского общества (1939).

## Биография
Фредерик Эдвардс родился в Питерборо 28 ноября 1888 года. С 1906 по 1909 год учился в Колледже Христа Кембриджского университета. Его руководителем в годы обучения в университете был Дэвид Шарп. В 1910 году получил дополнительную специальность по сельскому хозяйству. С 1911 года и до конца жизни работал в Лондонском музее естествознания. В 1911 году женился на Флоренс Мэри Уильямс. В начале Первой мировой войны в сентябре 1914 года он вступил в Общество Красного Креста и служил под его управлением до 1916 года. В 1925 году получил степень магистра, а в 1931 году — доктора наук. В 1926—1927 годах участвовал в экспедиции в Чили, Аргентину и Парагвай, в ходе которых было собрано около 40000 насекомых, из низ 30000 двукрылых. В 1934 году совершил поездку в Восточную Африку. В 1937 году был назначен заместителем директора отделения энтомологии в Лондонском музее естествознания. В 1939 году был избран членом Королевского общества. Умер 15 ноября 1940 года в Летчуэрте.

## Научные достижения
Описал более 2000 видов двукрылых. В его статьях представлены около собственноручно сделанных 1800 рисунков и 400 фотографий.

### Некоторые таксоны, описанные Эдвардсом
- Cryophila Edwards, 1930
- Deuterophlebiidae Edwards, 1922
- Corethrellidae Edwards, 1932
- Chaoboridae Edwards, 1912
- Lygistorrhinidae Edwards, 1925
- Pontomyia natans Edwards, 1826
- Diamesinae Edwards, 1929

## Членство в научных организациях
Эдвардс был членом Королевского энтомологического общества Лондона, Зоологического общества Лондона, Общества флоры и фауны Финляндии (Societas pro Fauna et Flora Fennica), Общества экзотической патологии Франции, Ангентинского энтомологического общества, Академии естественных наук Чили.

## Публикации Эдвардса
Фредерик Эдвардс автор около более 400 публикаций, в том числе:
- Edwards F. W. Ten new African Haematopota (англ.) // Bulletin of entomological research : journal. — 1916. — No. 7. — P. 779—806.
- Edwards F. W. Deuterophlebia mirabilis gen et sp. n., a remarkable Dipterous insect from Kashmir. (англ.) // Annals and Magazine of Natural History : journal. — 1916. — Vol. 9, no. 9. — P. 379—387. — doi:10.1080/00222932208632687.
- Edwards F. W. Oligocene mosquitoes in the British Museum; with a summary of our present knowledge concerning fossil Culicidae (англ.) // Quarterly Journal of the Geological Society of London : journal. — 1923. — Vol. 79, no. 1—4. — P. 139—155. — ISSN 0016-7649. — doi:10.1144/GSL.JGS.1923.079.01-04.10.
- Edwards F. W. On marine Chironomidae (Diptera); with descriptions of a new genus and four new species from Samoa (англ.) // Proceedings of the Zoological Society of London : journal. — 1926. — Vol. 96, no. 3. — P. 779—806. — doi:10.1111/j.1469-7998.1926.tb07127.x.
- Edwards F. W. Bombyliidae from Chile and Western Argentina. (англ.) // Revista Chilena de Historia Natural : journal. — 1937. — Vol. 40. — P. 31—41. — ISSN 0717-6317.